# بيلي ميرسير
بيلي ميرسير (بالإنجليزية: Billy Mercer)‏ (1892 في المملكة المتحدة - 1956) هو لاعب كرة قدم بريطاني (وحمل سابقاً جنسية المملكة المتحدة لبريطانيا العظمى وأيرلندا) في مركز حراسة المرمى. لعب مع نادي بلاكبول وهال سيتي وهدرسفيلد تاون.